# Red Moon (Kalafina專輯)
《Red Moon》是Kalafina的第2張音樂專輯。於2010年3月17日由SME Records發行。

## 收錄曲
- 作詞・作曲・編曲：梶浦由記

1. red moon (6:37)
2. 光の旋律（光之旋律） (6:11)
電視動畫《空·之·音》主題歌
3. テトテトメトメ（手牽手相望 ） (4:50)
4. fantasia (5:21)
5. 春は黄金の夢の中（在黃金夢中的春天 ） (3:54)
6. Kyrie (5:32)
7. 闇の唄（闇黑之歌 ） (5:02)
8. 星の謡（星星的歌） (4:50)
Windows用遊戲《信長之野望Online 新星之章》印象曲
9. storia (3:38)
NHK歷史特輯「歴史秘話ヒストリア（歷史祕話HISTORY）」主題歌
10. intermezzo (2:00)
11. progressive (5:42)
12. Lacrimosa (4:14)
電視動畫《黑執事》第2期片尾曲
13. I have a dream (5:56)
劇場版動畫《夏娃的時間》主題歌

## 初回生産限定盤
初回生産限定盤（SECL-852～SECL-853）與通常版同時發行。除上述的單曲外另附有包含下列影像的DVD：
1. Lacrimosa ～2009.8.26 @ Shibuya O-EAST～
2. storia ～2009.8.26 @ Shibuya O-EAST～
3. progressive ～2009.12.27 @ YOKOHAMA BLITZ～
4. 光の旋律 ～2009.12.27 @ YOKOHAMA BLITZ～
5. Kalafina Note ～5days in BOSTON～
6. Kalafina Note ～5days in BOSTON～

## 相關項目
- 空·之·音
- 黑執事
- 夏娃的時間

## 資料來源
1. ↑  .   [2010-03-15]. （原始内容存档于2012-02-10）.

## 外部連結
- （日語）Kalafina 官方網站（页面存档备份，存于）